# Ernst Pfuhl
Ernst Pfuhl, född den 17 november 1876 i Charlottenburg, död den 7 augusti 1940 i Basel, var en tysk klassisk arkeolog. Han var son till Johannes Pfuhl.
Pfuhl blev 1896 student vid Berlins universität. Redan efter fyra år avslutande han studierna med sin promotion. Hans dissertation behandlade De Atheniensium pompis sacris. Till hans lärare hörde Reinhard Kekulé von Stradonitz, August Kalkmann, Ulrich von Wilamowitz-Moellendorff och Hermann Diels. Efter studierna fick han ett resestipendium från Deutsches Archäologisches Institut. I Rom knöt han vänskapsband med Richard Delbrueck, båda sysselsatte sig vid denna tid med den hellenistiska konsten.
Forskningarna resulterade i tvåbandsverket Ostgriechische Grabreliefs, som dock utgavs först 1977 och 1979 av Hans Möbius. Även med Paul Jacobsthal var han nära vän. Han kom också att ägna sig åt arkeologi på fältet. Friedrich Hiller von Gärtringen, utgrävaren av Thera, överlät åt Pfuhl utgrävningen av nekropolen. Efter Samosutgrävningen, som leddes av Johannes Boehlau, var det den andra stora vetenskapliga utgrävningen av en arkaisk nekropol.
Efter att ha habiliterat sig vid universitetet i Göttingen, där bland  hans kolleger kan nämnas Friedrich Leo, Eduard Schwartz, Karl Dilthey och Jakob Wackernagel, blev han 1909 professor vid universitetet i Basel. Till hans lärjungar hörde Peter P. Kahane, Valentin Müller, Hans Jucker och Herbert A. Cahn. Efter hans död övertogs undervisningen i Basel av Karl Schefold, som sedan blev hans efterträdare som ordinarie professor.